# Північна Англія

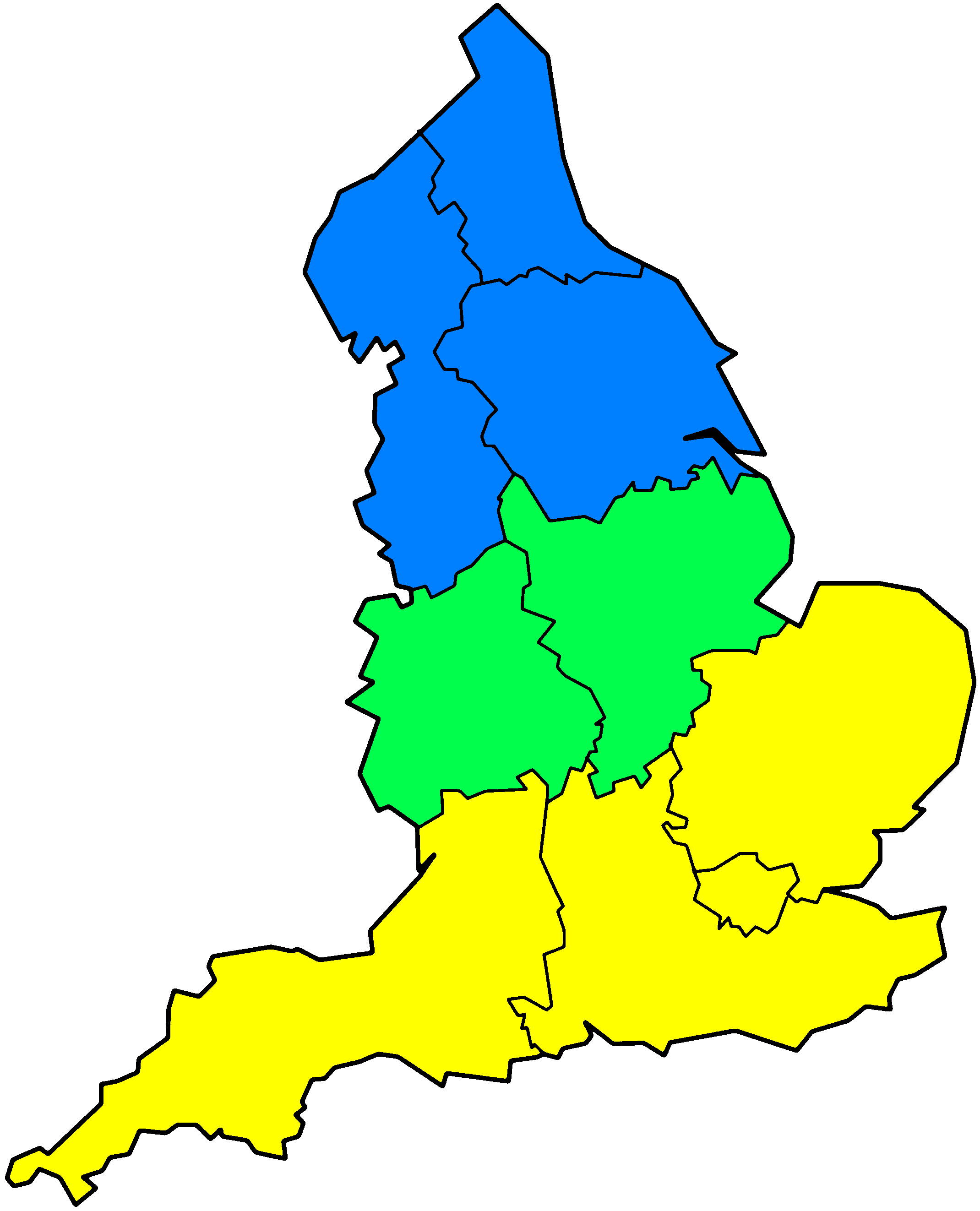
Територію Північної Англії позначено синім кольором, територію Мідлендсу — зеленим, територію Південної Англії — жовтим.

Північна Англія (англ. Northern England) — історико-культурна область Англії, що охоплює територію приблизно від річок Трент і Ді на півдні до кордону з Шотландією на півночі. У статистичних цілях Північну Англію трактують як об'єднання трьох регіонів: Північно-Західної Англії, Йоркширу та Гамбера та Північно-Східної Англії. Площа Північної Англії становить 37 331 км², населення (на 2011 рік) близько 14900000 осіб.